# Adalbert d'Autriche
 (janvier 2025).
Pour les articles homonymes, voir Adalbert.
Adalbert dit le Victorieux, né vers 985 et mort le 26 mai 1055 à Melk, est un prince de la maison de Babenberg, fils du margrave Léopold Ier d'Autriche.
Il fut le troisième margrave d'Autriche de 1018 jusqu'à sa mort.

## Biographie
Adalbert est le fils cadet de Léopold Ier, nommé margrave d'Autriche par l'empereur Otton II en 976, et de son épouse Richwarda (morte en 994, également nommée Richarda et Richeza), probablement la sœur ou la demi-sœur du comte Marchward Ier d'Eppenstein et la fille d'Ernest IV, comte bavarois dans le Sualafeldgau.
Il arrive au pouvoir après la mort de son frère aîné Henri Ier le 23 juin 1018 et réside au château de Melk sur le Danube. Son frère cadet Ernest était nommé duc de Souabe par le roi Henri II en 1012 et épouse Gisèle, fille du duc défunt Hermann II, tandis que ses frères Poppon et Léopold sont respectivement élus archevêque de Trèves en 1016 et archevêque de Mayence en 1051.
Sous son règne, les limites orientales du margraviat d'Autriche ont été étendues jusqu'aux rivières Morava (March) et Leitha. Le margrave est resté fidèlement attaché au roi Henri III dans les conflits avec le duc Bretislav Ier de Bohême et avec le roi Samuel Aba de Hongrie culminant à la bataille de Ménfő en 1044.

## Mariage et descendance
Adalbert s'est marié avec Glismod (morte le 5 février avant 1041), la sœur de l'évêque Meinwerk de Paderborn, fille d'Immed IV, comte dans la principauté d'Utrecht, et d'Adela de Hamaland. Il se maria en secondes noces avec Frozza (1015 – 17 février 1071), la sœur du roi Pierre de Hongrie, fille d'Ottone Orseolo, doge de Venise.
Le margrave eut deux fils :
- Léopold, nommé margrave dans la marche frontalière de Hongrie par le roi Henri III en 1043, décédé peu après ;
- Ernest, né vers 1027, mort le 10 juin 1075, successeur en tant que margrave d'Autriche.